# آروج (آراغاتسوتن)
مدينة آروج (بالإنجليزية: Aruj)‏ هي إحدى المدن التابعة لمقاطعة آراغاتسوتن في أرمينيا. يقدر عدد سكانها بـ 1277 نسمة حسب الإحصاء الذي جرى عام 2011.